# Erich Schaber
Erich Schaber (* 1946 in Eberschwang) ist ein österreichischer Kunstpädagoge, Bildhauer, Maler und Grafiker sowie Designer. Er bezeichnet sich als erster und einziger Fahrrad-Grafiker der Welt.

## Leben und Wirken
Schaber ist Absolvent der Akademie der Bildenden Künste Wien, wo er in den Meisterklassen von Sergius Pauser und Walter Eckert studierte. Seit 1972 ist er beim Landesschulrat für Niederösterreich als Kunstpädagoge beschäftigt. Er ist Mitglied der Innviertler Künstlergilde.
U.a. leitete er Werkstättenseminare für Steinbildhauerei in Loretto (1988 bis 1991) und im Schloss Ottenschlag (1992 bis 1997).
Ab 1970 arbeitete er als Plastiker und stellte Skulpturen aus Sandstein, Marmor und Granit vorwiegend für den Außenbereich und Kleinplastiken aus Metall für den Innenbereich her. Er kann auf eine Reihe von Einzel- und Gemeinschaftsausstellungen vorwiegend in Wien und in den österreichischen Bundesländern verweisen. 
Ab entwickelte er eine Zeichentechnik, bei der ein gefahrenes Kunstrad als Spur-Auftragsgerät Verwendung findet. Diese Technik ist weltweit einzigartig, weshalb er diese mehrfach vor in- und ausländischen TV-Kameras präsentieren konnte.
Seit 1993 ist er als Designer für Möbel und Beleuchtungskörper sowie für die Raumgestaltung mit Konstruktionen und Installationen tätig.

## Publikationen
- Anker der Seele: Lebensphilosophie heute, Wien, 1983, ISBN 3-7008-0239-0
- Erziehung als ernstes Spiel - Vexierspielpädagogik (PDF; 185 kB), Internetpublikation, 2000